# تشي
تشي أو كي (بالصينية التقليدية v=气) هي الكلمة الصينية التي تستخدم لوصف «الطاقة الطبيعية للكون». هذه الطاقة، مع أنها تسمى «طبيعية»، فهي روحانية أو خارقة للطبيعة، وهي جزء من نمط اعتقاد فوق طبيعي غير تجريبي. تشي يعتقد أنها تتغلغل كل الأشياء، بما فيها الجسد الآدمي.
أحد المفاهيم الأساسية المتعلقة بالتشي هو مفهوم الانسجام. الاضطراب، إن في الكون أو في الجسد، هو عمل عدم الانسجام، في كون الأشياء خارجة عن التعادل وبحاجة إلى تجديد التوازن.
في التراث الصيني، التشي هي نوع من «الطاقة الروحانية» التي هي جزء من كل شيء حي. تترجم تكرارا ك «تدفق الطاقة»، أو حرفيا ك «نفس». بالحرف «تنفس السماء»، هي الكلمة المعتادة ل «الطقس».

## معرض صور